# اون جو وان
اون جو وان (کره‌ای: 온주완؛ زادهٔ سونگ جونگ شیک در ۱۱ دسامبر ۱۹۸۳) بازیگر اهل کره جنوبی است. او برندهٔ جایزه برای نقش اصلی‌اش در فیلم فرمول پیتر پن شده‌است و همچنین در پرنسس توانای من، ۱۲ علامت عشق و د فایو حضور پیدا کرده‌است.